# یک خانه بسیار خاص
یک خانه بسیار خاص (انگلیسی: A Very Special House) یک کتاب مصور است که به وسیلهٔ روس کراوس نوشته و به وسیلهٔ موریس سنداک تصویرنگاری شده است. این کتاب در سال ۱۹۵۳ به وسیلهٔ انتشارات هارپرکالینز منتشر شده است. این کتاب در سال ۱۹۵۴ برندهٔ نشان کالدکوت شد. این نشان، نخستین نشان کالدکوت از مجموع هفت نشان زندگی کاری اوست. سنداک در ۱۹۶۴ نیز با اثر جایی که وحشی‌ها هستند برندهٔ نشان کالدکوت شد. این کتاب نیز توسط خود او نگارش و تصویرنگاری شده بود.